# Liste der Biografien/Bernr
Liste der Biografien |
Portal Biografien |
Personensuche
# |
A |
B |
C |
D |
E |
F |
G |
H |
I |
J |
K |
L |
M |
N |
O |
P |
Q |
R |
S |
T |
U |
V |
W |
X |
Y |
Z |
?
 
Ba |
Be |
Bd |
Bg |
Bh |
Bi |
Bj |
Bl |
Bm |
Bn |
Bo |
Br |
Bs |
Bu |
Bw |
By |
Bz
 
Bea–Beb |
Bec |
Bed |
Bee |
Bef |
Beg |
Beh |
Bei |
Bej |
Bek |
Bel |
Bem |
Ben |
Beo |
Bep |
Beq |
Ber |
Bes |
Bet |
Beu |
Bev |
Bew |
Bex |
Bey |
Bez
 
Bera |
Berb |
Berc |
Berd |
Bere |
Berf |
Berg |
Berh |
Beri |
Berj |
Berk |
Berl |
Berm |
Bern |
Bero |
Berq |
Berr |
Bers |
Bert |
Beru |
Berv |
Berw |
Berx |
Bery |
Berz
 
Berna |
Bernb |
Bernd |
Berne |
Bernf |
Berng |
Bernh |
Berni |
Bernk |
Bernl |
Bernn |
Berno |
Bernp |
Bernr |
Berns |
Bernt |
Bernu |
Bernw |
Berny |
Bernz
Die Liste der Biografien führt alle Personen auf, die in der deutschsprachigen Wikipedia einen Artikel haben. Dieses ist eine Teilliste mit 10 Einträgen von Personen, deren Namen mit den Buchstaben „Bernr“ beginnt.

## Bernr

### Bernra
- Bernrath, Hans Gottfried (1927–2010), deutscher Politiker (SPD), MdB

### Bernre
- Bernreiter, Anton (1835–1892), deutscher Kirchen- und Tiermaler
- Bernreiter, Christian (* 1964), deutscher Politiker (CSU), Landrat des Landkreises DeggendorfChristian Bernreiter (* 1964)

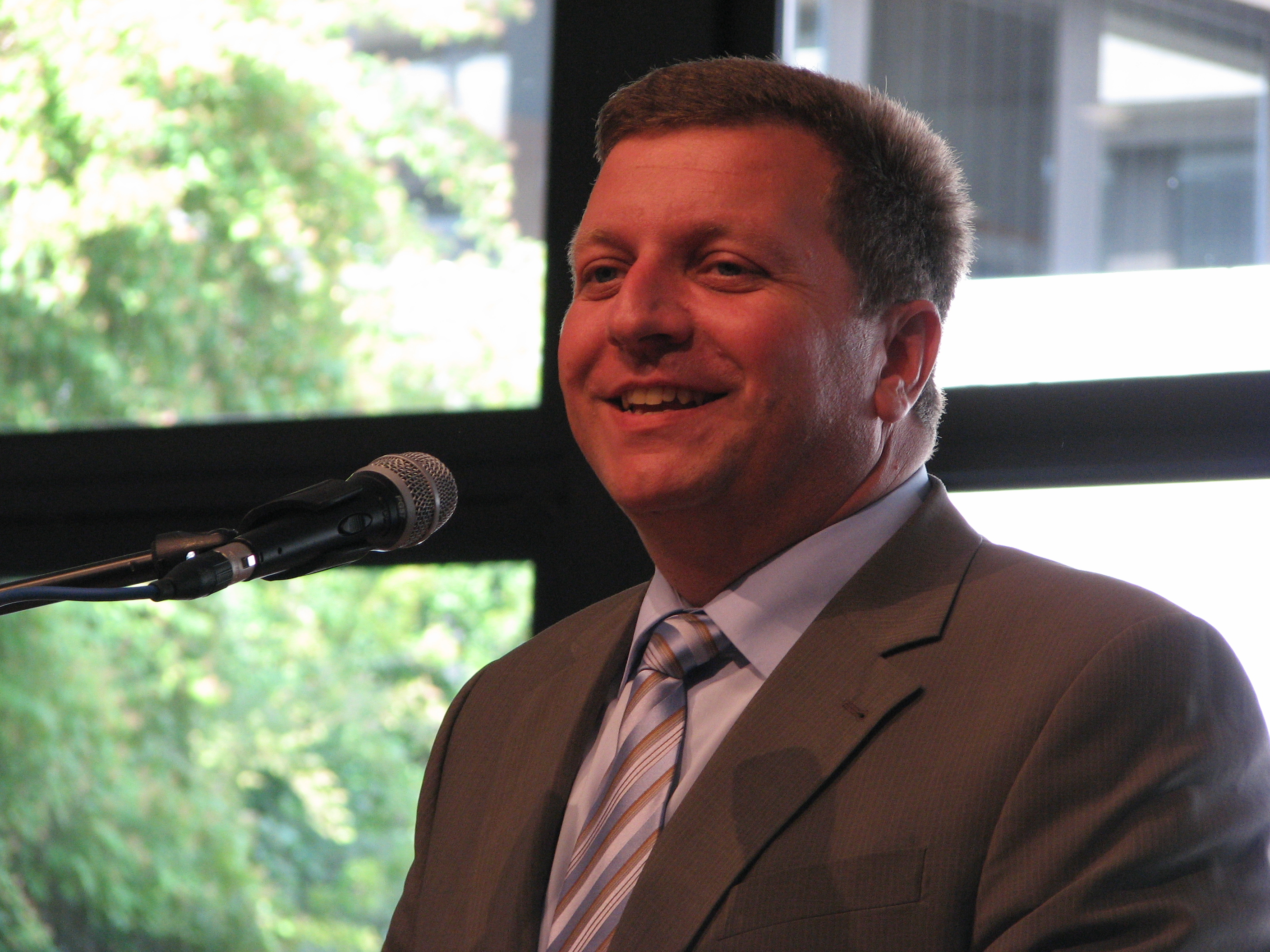
Christian Bernreiter (* 1964)

- Bernreiter, Franz (* 1954), deutscher Biathlet und Biathlontrainer
- Bernreitner, Anna Katharina (* 1986), österreichische Opernregisseurin und Opernproduzentin
- Bernreuther, Friedrich (1881–1958), deutscher Polizeibeamter
- Bernreuther, Martin (* 1969), deutscher Organist
- Bernreuther, Peter (* 1946), deutscher Sprinter
- Bernreuther, Werner (1941–2024), deutscher Schauspieler, Liedermacher, Schriftsteller, Nachdichter, Maler und Lektor

### Bernri
- Bernritter, Friedrich († 1803), deutscher satirischer Schriftsteller